# 岡田惣右衛門
岡田 惣右衛門（おかだ そうえもん、明和2年3月15日〈1765年5月4日〉 - 文政9年9月24日〈1826年10月25日〉）は、江戸時代の剣術家。柳剛流兵法（剣・居合・杖・長刀）の開祖。諱は奇良。

## 経歴
武蔵国葛飾郡惣新田（現埼玉県幸手市）出身。幼くして文武を磨き、18歳で江戸に赴き心形刀流、伊庭直保の弟子大河原有曲に学び、さらにその後武者修行に出て広沢長喜から三和無敵流や山本流等を修め、柳剛流を起こした。
北辰一刀流の玄武館同様、神田お玉ヶ池界隈に道場を構えており、万延元年（1860年）の『武術英名録』によれば門人数は北辰一刀流を超えていたという。
柳剛流は相手の脛を斬ることと、斬撃の際に左右の足を入れ替える飛び違いの技法に特徴があり、実戦力の高い剣術に昇華させた。脛斬りは薙刀の応用で、稽古には脛当てを用いる。